# Чикман (Пермский край)
Чикман — посёлок в Пермском крае России. Входит в Александровский муниципальный округ.

## География
Посёлок расположен на левом берегу реки Чикман, вблизи впадения в неё реки Талица, примерно в 10 км к северо-востоку от административного центра поселения, посёлка Скопкортная.

## Население
| 2010 |
| ---- |
| 23   |

## История
С 2004 до 2019 гг. посёлок входил в  Скопкортненское сельское поселение Александровского муниципального района.

## Топографические карты
- Лист карты O-40-20. Масштаб: 1 : 100 000. Указать дату выпуска/состояния местности.